# Младежки китарен оркестър „София“
Младежкият китарен оркестър „София“ е създаден през януари 2015 година от китариста и преподавателя по китара Валентин Бузов.
Възрастта на участниците е от 14 до 25 години. Основаван е като учебен оркестър към музикалната школа Music Art Center – гр. София. Още от 2005 г. се сформират първите ансамбли, ръководени от г-н Бузов, предшестващи Младежкия оркестър „София“.
Оркестърът е неизменна част от различни китарни и културни събития в страната.
Младежкият китарен оркестър „София“, има богата концертна дейност, осъществявана в България, Италия, Гърция и др., като имат участия в Българската национална телевизия, Президенството на република България, в Зала 1 на Националния Дворец на Културата, Зала 8 на НДК, Народния театър „Иван Вазов“, Младежкия Театър „Николай Бинев“, СУ "Св. Климент Охридски" и много други.
Изнася концерти, както в София така и в малки и големи градове в България. 
Оркестъра свири многократно на различни музикални фестивали и конкурси.
Получава похвали от музиканти, артисти, преподаватели от страната и чужбина, от президента на България, от музикални критици и културни дейци.
Репертоарът на оркестъра включва, както световни класически образци, така и оригинални пиеси, написани специално за младежкия оркестър.
Във видеоклипа на песента „Химера“ /acoustic/, участват заедно с популярния поп изпълнител Графа.
Други изяви в телевизионни предавания в България са в Българската национална Телевизия /БНТ/, BTV Телевизия, Евроком TV, СКАТ ТВ, Ekids TV, и т.н.
Участва в предавания като: „Комиците“ по Би Ти Ви, предаването „КУЛТ“ по БТВ, „100% будни“ по БНТ, концерт на Българската национална телевизия в Национален дворец на културата, били са гости на БНР и „Нощен Хоризонт“, на Евроком TV и „Шоуто на Мавриков“ и други.

## Участия на Фестивали и Конкурси
Младежкия китарен оркестър „София“, печели и редица първи места от конкурси в България и чужбина като:
- Първо място на Национален конкурс „Път към славата“ - България, организиран от Съюза на Българските Музикални и Танцови Дейци под патронажа на д.ик.н. Янка Такева. 2024

- Първо място на Международен Фестивал на Изкуства “Magia Italiana” – Италия, организиран с подкрепата на почетния консул на Република България за Емилия-Романя инж. Франко Кастелини - 2024

- Първо място на Международния Фестивал „Короната на Орфей“ – Гърция - 2024

- Второ място на 13th World Open Music Competicion - Category Ensemble, под егидата на European Association of Music Educators and Performers.

- Открива три пъти Международния Конкурс За Класическа Китара „Акад. Марин Големинов“ – Кюстендил, под егидата на кмета на града, община Кюстендил, читалище „Братство 1869“ – под рък. на г-н Иван Андонов.

- Открива и свири на Международния Фестивал на Класическата китара „Децата на Паганини“ – град Гоце Делчев – организиран под егидата на кмета на града и община Гоце Делчев.

- Открива две години подред Международния Китарен Фестивал "Burgas Jam" – гр. Бургас, организиран с подкрепата на Община Бургас.
- Първо Място на XIII Национален конкурс „Път към славата“ - София - 2025
- Първо Място на XIV Международният Арт фестивал “Abanico” - 2025
- Първо Място на XIX Международния конккурс за млади изпълнители на класически музикални инструменти Перник - 2025
- Награда на Посолството на Испания в България за най-добро изпълнение на испански и ибероамерикански композитори.

## Концертна дейност
- Оркестъра има над 150 концерта
- Концерт в Президенството на република България.[1]
- XXV международен фестивал на китарата и цигулката „Децата на Паганини“ в гр. Гоце Делчев, 2015 г.[2]
- Годишен концерт на младежкия китарен оркестър „София“ – участват две възрастови групи – детска и младежка в зала 8 на НДК. Част от репертоара, представен на концерта включва фламенко и латино, класическа, барокова и ренесансова музика (2016 г.)[3].  Над сто музиканти от школата взимат участие в това събитие. Представени са изпълнения на китара, пиано, флейта, арфа, укулеле, както и различни камерни ансамбли. Детската секция и младежкият китарен състав на оркестъра свирят произведения от различни епохи на музикалното изкуство, както и оригинални творби, композирани за китарен оркестър.[4]

Освен тях в концерта взима участие българската арфистка Деница Димитрова;  участват първата цигулка на Софийската филхармония, Иван Пенчев, органистът и пианист Ивета Гюрнева, дуото Йоана Димова – флейта и Сиана Атанасова – пиано и много други. В програмата са изпълнени произведения от Волфганг Амадеус Моцарт, Йохан Себастиан Бах, Клод Дебюси, Сергей Рахманинов, Астор Пиацола, Фредерик Шопен, Николо Паганини, Фернандо Сор, Ейтор Вила-Лобос и някои други.
Още някои от концертите:
- Международен конкурс за класическа китара „Акад. Марин Големинов“ – Кюстендил 2017, 2018, 2019.
- Китарен фестивал „Бургас“, 2017 г.[1]
- Концерт в Зала 42 на НДК, 2017 г.[1]
- Концерт в Народния Театър „Иван Вазов“.[1]
- Концерт в Зала 8 на НДК
- Концерт в Южен парк – София
- Концерт в Младежкия театър „Николай Бинев“ София 2019
- Българска национална телевизия, предаването „100% будни“, 2021 г.[5]
- Концерт в Joy Station – София
- Рецитал на Младежкия китарен оркестър в гр. Самоков – Читалище-паметник „Отец Паисий“, 2022
- Концерт в Сити Марк Арт Център – София
- Концерт в Хотел "Маринела" - София
- Концерт в RingMall - Sofia
- Концерт в Зала 1 на НДК – 2023
- Концерт в Кино Театър „Освобождение“ – София
- Концерт в Дом на културата „Средец“ – 2024
- Концерт в Резиденция „Диневи“ – София – 2024
- Концерт в Гранд Хотел София – 2024
- Концерт в Рейнбоу Плаза – София 2024
- Концерт в Конферентен център „Възраждане“ – 2024
- Концерти в Италия – 2024
- Концерт в зала Pepsi Theatre в Mirabilandia Park – Италия – 2024
- Концерт в Piazza Concerti Rimini – Италия 2024
- Концерт в Rimini - Riccione, Италия, 2024
- Концерти в Paralia Katerini – Гърция – 2024
- Концерт MegaMall Sofia 2025
- Участие на фестивал в Руски Културно-информационен център - 2025
- Участие на конкурс в Къща музей "Борис Христов" София - 2025
- Участие в Гала вечерта на Международен конкурс за изпълнители на класически музикални инструменти Перник - 2025
- Участие в тържествен концерт за 24 Май в Ректората на Софийския Университет "Св.Климент Охридски" - 2025
- Участия на десетки продукции и концерти на музикална школа за изкуство и култура Music Art Center Sofia.